# Ionatan
Ionatan (d. 1007 î.Hr.) a fost fiul lui Saul, primul rege al Israelului.
Prințul Ionatan a fost prieten cu David, fapt care a stârnit gelozia și dușmănia regelui Saul. Ionatan a intervenit în favoarea lui David la curtea lui Saul, însă primul rege al Israelului nu s-a lăsat înduplecat.
Ionatan a murit împreună cu doi frați ai săi și cu tatăl său în Bătălia de pe Muntele Ghelboa, în anul 1007 î.Hr.. Al doilea rege al Israelului a devenit David, pe care Ionatan l-a iubit.
Ionatan este amintit în Biblie în Cartea întâi a lui Samuel în capitolele 13, 14, 18, 19, 20, 31.